# Alessandro Bazzoni
Alessandro Bazzoni (Villafranca di Verona, 13 de julio de 1933) es un exjugador italiano de fútbol que ocupaba el puesto de portero.

## Trayectoria
Surgido de la U.S. Cerea, escuadra del municipio veronés del mismo nombre, pasó en 1957 al Lanerossi Vicenza (hoy L.R. Vicenza Virtus), de la Serie A. Debutó en el primer equipo el 5 de enero de 1958, en un partido contra el Udinese que ganaron 0-1. En sus dos primeras temporadas alternó el puesto con Franco Luison, hasta que este último fue vendido al Rimini. En la primera temporada, la 1959-1960, perdió la titularidad en favor de Pietro Battara, pero la recuperó al año siguiente. El equipo se mantuvo en posiciones de media tabla, consiguiendo su único título internacional en 1961, la Coppa del Benelux, en una final ganada al PSV Eindhoven por 2-1, con Bazzoni como portero titular.
En octubre de 1962, luego de 88 partidos como titular en la Serie A con la camiseta del equipo de Vicenza, Bazzoni pasó al Padova que jugaba en la Serie B; con este equipo, el portero hizo 33 apariciones en la categoría, de esas, 22 fueron en la última temporada cuando casi logran el ascenso a la Serie A.